# U4 (Metro de Berlim)
U4 é uma das nove linhas da U-Bahn de Berlim. Foi inaugurada em 1910 e circula entre as estações de  Nollendorfplatz e  Innsbrucker Platz. Tem ao todo 5 estações.